# Robert Findeis
Robert Findeis (* 12. August 1877 in Wien; † 16. September 1949 in Mühlau, Innsbruck) war ein österreichischer Eisenbahnbauer und Hochschullehrer. Er war Rektor der Technischen Hochschule Wien. 

## Leben
Robert Findeis studierte Bauingenieurwesen an der Technischen Hochschule Wien, wo er im Jahr 1900 die zweite Staatsprüfung ablegte. Anschließend trat er als Ingenieur in den Dienst der k.k. österreichischen Staatsbahnen ein, wo er an der Trassierung der Tauernbahn beteiligt war. Später war er als Betriebsleiter unter anderem bei der Mittenwaldbahn sowie ab 1916 für kriegswichtige Bahnstrecken in Südtirol tätig.
Von 1920 bis zu seiner Emeritierung im Jahr 1947 war er ordentlicher Professor für Eisenbahnbau an die TH Wien. In den Studienjahren 1928/29 bis 1931/32 stand er als Dekan der Fakultät für Bauingenieurwesen vor, im Studienjahr 1933/34 war er gewählter Rektor der Technischen Hochschule Wien. 
In seiner wissenschaftlichen Arbeit beschäftigte er sich unter anderem auch mit dem Bau von Luftseilbahnen. Findeis wurde mit dem Ritterkreuz des Franz-Joseph-Ordens ausgezeichnet und zum Hofrat sowie Oberbaurat ernannt. Er starb 1949 im Alter von 72 Jahren. 

## Publikationen (Auswahl)
- 1923: Rechnerische Grundlagen des Baues von Drahtseilbahnen, Deuticke-Verlag, Wien
- 1945: Die Wiener Eisenbahnverkehrsanlagen: Vorschläge, Österreichische Staatsdruckerei, Wien
- 1946: Absteckungstafeln für Eisenbahn- und Strassenbau: Kreis- und Übergangsbogen, Springer-Verlag, Wien